# 山本舞衣子
山本 舞衣子（やまもと まいこ、Maiko Yamamoto 、1978年5月20日 - ）は
神奈川県横浜市港南区出身のフリーアナウンサー、元日本テレビアナウンサー。

## 略歴
- 調布中学校・高等学校（現：田園調布学園中等部・高等部）、東京都立医療技術短期大学を経て、東京大学医学部健康科学・看護学科（3年次）に編入学して、卒業[1]。
- 看護師・保健師免許所持者。
- 2000年度ミス東大。
- 2002年4月日本テレビ入社。
- 趣味は、鉱物収集、旅行、ピラティス。
- 2009年4月21日、フジテレビのドラマ制作センターのディレクターとの結婚が発表された[2]。
- 2011年4月30日をもって日本テレビを退社、翌5月1日からニチエンプロダクション所属のフリーへと転身[3]。
- 2011年11月1日、所属事務所をアミューズに移籍。
- 2014年7月17日に第1子（長女）を出産。2018年5月10日に第2子（次女）を出産[4]。
- 2021年10月いっぱいでアミューズを退所し、同年11月6日からユークリッド・エージェンシーに所属することを自身のブログで報告した[5]。

## 出演

### フリー転向後
- TBS「はなまるマーケット」（はなまるアナ 2012年4月18日 - 2014年3月）
- tvk・テレ玉・チバテレ・群テレ・とちテレ・MTV・KBS京都・サンテレビ・OHK・ひかりTV「西遊記外伝 モンキーパーマ」（インタビュアー 2013年 - 2015年）
- TOKYO MX「週末めとろポリシャン♪」（隔週MC 2013年10月11日 - 2014年3月28日）
- TOKYO MX「TOKYO MX NEWS」（金曜夕方担当 2015年4月3日 - 2017年9月29日）
- ラジオNIKKEI第1放送「聴いて学ぼうプリン体～忘年会シーズンの基礎知識」（聴き手 毎週水曜 2015年11月25日 - 2015年12月16日 ）
- ラジオNIKKEI第1放送「白内障と診断されたら」（聴き手 毎週水曜 2016年9月7日 - 2016年9月28日、2017年9月20日 - 2017年9月27日 ）
- ラジオNIKKEI第1放送「裸眼をとりもどそう」（聴き手 毎週水曜 2017年10月4日 - 2017年10月11日 ）
- ラジオNIKKEI第1放送「前立腺がんと診断されたら」（聴き手 毎週木曜 2018年9月6日 - 2018年9月27日 ）
- フジテレビ「ペケ×ポン」「ネプリーグ」・テレビ朝日「Qさま!!」ほか、各局バラエティ番組。
- クイズ番組の出題ナレーターとして日本テレビ「日本No.1の頭脳王大決定戦」やTBS「え!これ知らなかったの?」など。
- 2013年7月30日放送のテレビ朝日「中居正広のミになる図書館」で、「第2回美滑舌NO.1選手権」準優勝。
- 企業とのインフォマーシャル（番組内CM）出演が多く、花王・サントリー・SK-II（いずれも日本テレビ）などを担当。
- クイズタイムショック（2019年4月3日、テレビ朝日）
- 看護師・保健師免許のあるアナウンサーとして、医療系シンポジウムの進行・コーディネーターとしても活動。

### 日本テレビ時代
- ズームイン!!SUPER（2005年4月‐2011年3月31日の番組終了まで）
  - 2005年4月 - 2008年9月末…「マイ☆トレ（金曜6:55～）」
  - 2008年10月 - 2010年3月末…「とれたてグッとスポット（月曜6:55～）」
  - 2010年4月 - 2011年3月末…「まるQ（月曜7:25～）」
  - 2010年4月 - 9月末…報道ニュースキャスター
  - 2010年10月 - 2011年3月末…中継・フィールドリポーター
  - 2007年7月26・27日・2010年9月8日 - 10日は夏季休暇中の西尾由佳理に代わって総合司会を担当。
  - 2008年7月7日は羽鳥慎一と西尾が北海道からの出演で、藤井貴彦とともに汐留のスタジオで総合司会を担当。
  - 2008年1月7 - 9日・2011年1月11日は西尾の体調不良により総合司会を担当。
- Oha!4 NEWS LIVE（初代MC・2006年4月 - 2007年3月末）
  - ニュース朝いち430（2004年12月 - 2006年3月末 ※放送時間拡大に伴い「Oha!4」へ）
- ズームイン!!サタデー（ニュースキャスター／2009年4月- 2010年3月末）
- ポシュレデパート深夜店（初代MC／2005年10月 ‐ 2011年9月末 ※フリー転身後も出演）
- からだ元気科（2002年10月 ‐ 2006年3月末）
- スポーツMAX（2003年4月 ‐ 2004年11月末）
- NNNニューススポット・あすの天気 （2002年7月19日 - 2008年9月末）
- NNNストレイトニュース（2009年1月 - 2011年3月末）
- 全国高等学校クイズ選手権（出題ナレーター／第28・29・30回全国決勝大会） ほか。

## 同期入社
- 田中毅
- 炭谷宗佑
- 佐藤良子
- 宮崎宣子

## 脚註
1. ↑  東大医学部の「健康科学・看護学科」への「編入学制度」は2005年度を最後に廃止されており、現在はこの学科への進学には通常通り、東大理科Ⅱ類など各科類への合格が必要となる。
2. ↑  日本テレビの山本舞衣子アナが結婚 サンスポ.コム 2009年4月21日アーカイブ
3. ↑  “山本舞衣子アナ、フリー転身へ”. スポーツニッポン. (2011年4月6日)
4. ↑  “山本舞衣子、第２子出産をブログで報告「育児に邁進したい」”. SANSPO.COM (産経デジタル). (2018年5月12日) 2018年5月17日閲覧。
5. ↑  “移籍のご報告”. 山本舞衣子オフィシャルブログ「MY LETTER」Powered by Ameba.   アメーバブログ (2021年11月6日). 2021年11月6日閲覧。